# Tranvia a mano

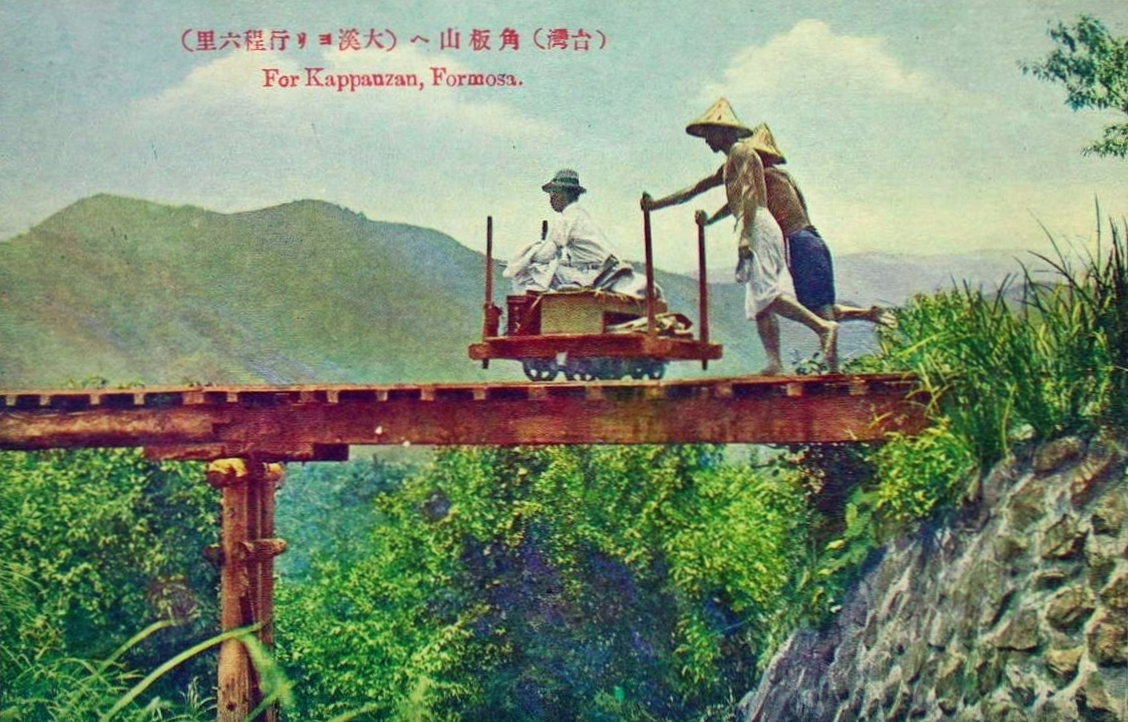
Tranvie a mano

Le Tranvie a mano rappresentavano una forma alternativa al tram nel XIX e nel XX secolo, in cui le carrozze venivano trainate dagli uomini. Requisito fondamentale era la presenza di forze lavoro a buon mercato. Erano diffuse soprattutto nell'area d'influenza giapponese di quest'epoca. Negli stati attuali del Giappone, della Corea e di Taiwan esistevano più di 80 esercizi di questo tipo, 60 solo a Taiwan. Altre 18 ve n'erano in alcune colonie africane, come per esempio in Mozambico. Nonostante fosse lenta questa trazione, raggiunsero, come il tragitto tra Odaware e Atami, tratti della lunghezza di 30 km.
Nessuna eccetto una era ancora in esercizio alla fine della Seconda guerra mondiale. Soltanto la Tranvia di Shenten a Taiwan sopravvisse fino alla fine degli anni 90 come attrazione per turisti. Andava da Wulai, un paese a sud di Taipei fino alle cascate di Wulai, una meta di gite. È vero che il tratto ferroviario stesso esiste ancora oggi, ma dovette essere riconvertito nel 2001 per ragioni di sicurezza (troppo pericoloso per i conducenti delle carrozze, incidenti frequenti) in un impianto a trazione Diesel.
Le carrozze giapponesi per queste tranvie furono costruite quasi tutte con una modalità di costruzione leggera per poterle rendere il più possibile efficienti. Le carrozze venivano trainate tramite maniglie ai lati anteriori. Per il viaggio in salita vi erano pedali. Venivano frenate tramite freni a mano. Lo scartamento di questi veicoli era in generale di 610 mm. Le ultime due carrozze rimaste di questo tipo di tranvie si possono vedere in un piccolo museo della città di Matsuyama nella Prefettura di Miyagi. Una delle due è tuttavia una ricostruzione. L'originale fu impiegato in circolazione su un tratto tra il 1922 e il 1928 fra il paese e la stazione di Matsuyama-Machi.